# Дорохин, Иван Сергеевич
Иван Сергеевич Дорохин (1909—1984) — капитан Рабоче-крестьянской Красной Армии, участник Великой Отечественной войны, Герой Советского Союза (1944).

## Биография
Родился 19 января 1909 года в селе Гати (ныне — Венёвский район Тульской области) в семье крестьянина. С 1926 года проживал в Москве. В 1935 году окончил Томский технологический институт пищевой промышленности, после чего работал в Главном управлении Государственных материальных резервов при СНК СССР. В феврале 1942 года был призван на службу в Рабоче-крестьянскую Красную Армию. К сентябрю 1943 года старший лейтенант Иван Дорохин командовал стрелковой ротой 86-го стрелкового полка 180-й стрелковой дивизии 38-й армии Воронежского фронта. Отличился во время битвы за Днепр.
В ночь с 28 на 29 сентября 1943 года рота под командованием Ивана Дорохина переправилась через Днепр к северу от Киева. 5 октября она вышла в тыл противника и разгромила штаб немецкого батальона, а затем в районе села Старые Петровцы Вышгородского района Киевской области Украинской ССР взяла штурмом важную высоту. Последующие восемь дней она отражала по 3-4 контратаки в сутки, нанеся противнику большие потери.
Указом Президиума Верховного Совета СССР «О присвоении звания Героя Советского Союза генералам, офицерскому, сержантскому и рядовому составу Красной Армии» от 10 января 1944 года за «образцовое выполнение боевых заданий командования на фронте борьбы с немецко-фашистскими захватчиками и проявленные при этом отвагу и геройство» был удостоен высокого звания Героя Советского Союза с вручением ордена Ленина и медали «Золотая Звезда» за номером 1163.
В 1945 году был уволен в запас в звании капитана. Проживал в Москве, работал старшим инженером по охране труда и технике безопасности в одном из государственных комитетов СССР. Умер 4 июня 1984 года, похоронен на Химкинском кладбище Москвы.
Был также награждён орденами Отечественной войны 2-й степени, Красной Звезды, рядом медалей.